# Thomas Morris (Politiker, 1771)
Thomas Morris (* 26. Februar 1771 in Philadelphia, Province of Pennsylvania; † 12. März 1849 in New York City) war ein US-amerikanischer Jurist und Politiker. Zwischen 1801 und 1803 vertrat er den Bundesstaat New York im US-Repräsentantenhaus.

## Werdegang
Thomas Morris, Sohn von US-Senator Robert Morris, wurde ungefähr zwei Jahre vor dem Ausbruch des Amerikanischen Unabhängigkeitskrieges in Philadelphia geboren. Er ging zwischen 1781 und 1786 auf eine Schule in Genf (Schweiz) und dann zwischen 1786 und 1788 auf die Universität Leipzig in Kurfürstentum Sachsen. Danach kehrte er nach Philadelphia zurück. Er studierte Jura. Nach dem Erhalt seiner Zulassung als Anwalt begann er in Canandaigua (New York) zu praktizieren. Zwischen 1794 und 1796 saß er in der New York State Assembly.
Politisch gehörte er der Föderalistischen Partei an. Bei den Kongresswahlen des Jahres 1800 wurde er im zehnten Wahlbezirk von New York in das US-Repräsentantenhaus in Washington, D.C. gewählt, wo er am 4. März 1801 die Nachfolge von William Cooper antrat. Da er auf eine erneute Kandidatur im Jahr 1802 verzichtete, schied er nach dem 3. März 1803 aus dem Kongress aus.
Danach nahm er in New York City seine Tätigkeit als Anwalt wieder auf. Morris wurde in den Jahren 1816, 1820, 1825 und 1829 im Süddistrikt von New York zum US-Marshal ernannt. Er starb am 12. März 1849 in New York City.